# Leah Namugerwa
Leah Namugerwa (Uganda, agost de 2004) és una jove activista mediambiental d'Uganda. És conguda per liderar campanyes de plantació d'arbres i per iniciar una petició per imposar la prohibició de bosses de plàstic a Uganda. Seguint la inspiració de Greta Thunberg, va començar a recolzar les vagues escolars pel clima el febrer de 2019 amb el seu company, organitzador de «Fridays for Future Uganda», Sadrach Nirere.
Namugerwa va parlar l'any 2020 al «World Urban Forum», la principal conferència internacional sobre temes d'urbanisme, i va ser una delegada juvenil a la COP25. El seu oncle, Tim Mugerwa, també és un destacat ambientalista a Uganda. Leah Namugerwa és membre de l'església anglicana d'Uganda.

## Activisme climàtic
L'any 2018, Namugerwa va sentir parlar de Greta Thunberg i les seves vagues dels divendres. Més endavant, va ser inspirada a dur a terme accions similars a les de Greta Thunberg després d'haver vist a les notícies locals informació sobre esllavissades i inundacions a les zones rurals del seu país. Des d'aleshores, Namugerwa s'ha convertit en una destacada jove activista pel canvi climàtic i un membre essencial de la branca ugandesa, la més destacada d'Àfrica, de «Fridays for Future». Va unir-se amb Sadrach Nirere, Hilda Flavia Nakabuye, i el seu cosí Bob Motavu per tal de crear Fridays for Future Uganda. Leah ha estat involucrada en les vagues dels divendres des de febrer de 2019, i des de llavors no ha deixat de liderar accions climátiques, com la redacció d'una petició per imposar la prohibició de bosses de plàstic.
Namugerwa utilitza les xarxes socials per escampar el missatge de la importància de protegir el planeta. Es fa fotografies d'ella mateixa fent projectes positius pel medi ambient, com plantant arbres, i després ho publica. D'aquesta manera, utilitza la seva plataforma per animar a la joventut a plantar arbres regularment i a involucrar-se en acivitats i projectes que ajudin a protegir el medi ambient.

## Èxits
Leah Namugerwa va celebrar el seu 15è aniversari plantant 200 arbres en comptes de fer una festa. Des d'aleshores, ha dut a terme el projecte Birthday Trees, per tal de regalar plàntules a aquells qui vulguin celebrar el seu aniversari plantant arbres. El seu objectiu principal és veure l'aplicació de l'actual legislació climàtica (Acord de Paris 21) i atreure més importància mediàtica al problema del canvi climàtic. Va organitzar manifestacions juntament amb altres joves defensors del clima per marcar la vaga pel clima global el 29 de novembre de 2020, i aquell dia també es va netejar la vora del llac Victòria a Kampala. Namugerwa ha pressionat contínuament al govern d'Uganda perquè implementessin completament l'acord pel clima de Paris.

## Vida actual
Namugerwa continua lluitant contra el canvi climàtic plantant arbres. També es manté ocupada parlant a i conferències a Àfrica i arreu del món. Leah va assistir a la conferència sobre canvi climàtic COP27 a Egipte el novembre de 2022.